# Psychotria potanthera
Psychotria potanthera är en måreväxtart som beskrevs av Herbert Fuller Wernham. Psychotria potanthera ingår i släktet Psychotria och familjen måreväxter. Inga underarter finns listade i Catalogue of Life.